# Gordonville (Missouri)
Gordonville és una població dels Estats Units a l'estat de Missouri. Segons el cens del 2000 tenia 425 habitants.

## Demografia
Segons el cens del 2000, Gordonville tenia 425 habitants, 154 habitatges, i 129 famílies. La densitat de població era de 202,6 habitants per km².
Dels 154 habitatges en un 39,6% hi vivien nens de menys de 18 anys, en un 77,9% hi vivien parelles casades, en un 4,5% dones solteres, i en un 15,6% no eren unitats familiars. En el 13,6% dels habitatges hi vivien persones soles el 8,4% de les quals corresponia a persones de 65 anys o més que vivien soles. El nombre mitjà de persones vivint en cada habitatge era de 2,76 i el nombre mitjà de persones que vivien en cada família era de 3,03.
Per edats la població es repartia de la següent manera: un 27,1% tenia menys de 18 anys, un 6,8% entre 18 i 24, un 27,3% entre 25 i 44, un 24,9% de 45 a 60 i un 13,9% 65 anys o més.
L'edat mediana era de 40 anys. Per cada 100 dones de 18 o més anys hi havia 92,5 homes.
La renda mediana per habitatge era de 53.125 $ i la renda mediana per família de 57.375 $. Els homes tenien una renda mediana de 35.341 $ mentre que les dones 17.917 $. La renda per capita de la població era de 20.763 $. Entorn de l'1,6% de les famílies i el 3,9% de la població estaven per davall del llindar de pobresa.

## Poblacions més properes
El següent diagrama mostra les poblacions més properes.